# St. Louis blues (estilo de música)
El St. Louis blues es un estilo de música blues, en el cual suele predominar más el uso del piano que en otros géneros; así mismo este estilo guarda relación con el jump blues, el ragtime y el piano blues. Los grupos de este estilo suelen estar formados por un número reducido de cantantes, un pianista y varios instrumentos (utilizados principalmente para la sección rítmica).

## Intérpretes destacados
| - Jelly Roll Anderson - Tommy Bankhead - Fontella Bass - Chuck Berry - Henry Brown - Olive Brown - Teddy Darby - Walter Davis - Tommy Dean - Leothus Lee Green - Donny Hathaway - Johnnie Johnson - Stump Johnson - Lonnie Johnson | - Albert King - Robert Lockwood - Jimmy McCracklin - Daddy Hotcakes Montgomery - Robert Lee McCollum - St. Louis Jimmy Oden - Pinetop Sparks - Henry Spaulding - Roosevelt Sykes - Henry Townsend - Ike Turner - Joe Lee Williams - Bennie Smith | - Perez Prado - Louis Armstrong - Duke Ellington - Dizzy Gillespie - Benny Goodman - Earl Hines - Lena Horne - Tex Beneke - John Kirby - Eartha Kitt - Hal Schaefer - Maxine Sullivan - Jack Teagarden - Fats Waller |

- Datos: Q1801496